# Pentagastrin
{{Drugbox-lat
| IUPAC_name = ()-1-karbamoil-2-feniletil]karbamoil}- 3-[(-indol-3-il)-2-(3-{[(2-metilpropoksi)karbonil]amino}propanamido)propanamido]- 4-(metilsulfanil)butanamido]propanoinska kiselina
| image = Pentagastrin.svg
| width = 
| alt = 
| image2 = 
| width2 = 
| alt2 = 
| drug_name = Pentagastrin
| caption =
| tradename = 
| Drugs.com = Monografija
| MedlinePlus = 
| licence_EU = 
| licence_US = 
| DailyMedID = 
| pregnancy_AU = 
| pregnancy_US = 
| pregnancy_category= 
| legal_AU = 
| legal_CA = 
| legal_UK = 
| legal_US = 
| legal_status = 
| dependency_liability = 
| routes_of_administration =
| bioavailability = 
| protein_bound = 
| metabolism = 
| elimination_half-life = 10 minuta ili manje
| excretion =
| CAS_number_Ref =  
| CAS_number = 5534-95-2
| CAS_supplemental = 
| ATCvet = 
| ATC_prefix = V04
| ATC_suffix = CG04
| ATC_supplemental = 
| PubChem = 444007
| PubChemSubstance = 46507747
| IUPHAR_ligand = 870
| DrugBank_Ref =  
| DrugBank = DB00183
| ChemSpiderID_Ref =  
| ChemSpiderID = 392037
| UNII_Ref =  
| UNII = 
| KEGG_Ref =  
| KEGG = 
| ChEBI_Ref =  
| ChEBI = 
| ChEMBL_Ref =  
| ChEMBL = 
| synonyms =
|C=37 |H=49 |N=7 |O=9 |S=1
| molecular_weight = 767.891
| smiles = CSCC[C@H](NC(=O)[C@H](CC1=CNC2=CC=CC=C12)NC(=O)CCNC(=O)OCC(C)C)C(=O)N[C@@H](CC(O)=O)C(=O)N[C@@H](CC1=CC=CC=C1)C(N)=O
| StdInChI = 1S/C37H49N7O9S/c1-22(2)21-53-37(52)39-15-13-31(45)41-29(18-24-20-40-26-12-8-7-11-25(24)26)35(50)42-27(14-16-54-3)34(49)44-30(19-32(46)47)36(51)43-28(33(38)48)17-23-9-5-4-6-10-23/h4-12,20,22,27-30,40H,13-19,21H2,1-3H3,(H2,38,48)(H,39,52)(H,41,45)(H,42,50)(H,43,51)(H,44,49)(H,46,47)/t27-,28-,29-,30-/m0/s1
| StdInChIKey_Ref =  
| StdInChI_comment = 
| StdInChIKey = ALXRNCVIQSDJAO-KRCBVYEFSA-N
| StdInChI_Ref =  
| density = 
| melting_point = 229
| melting_high = 
| melting_notes = 
| boiling_point = 
| boiling_notes = 
| solubility = 
| specific_rotation = 
| sec_combustion = 
}}
Pentagastrin je sintetički pentapeptid koji deluje poput gastrina pri parenteralnoj primeni. On stimuliše sekreciju želudačna kiseline i pepsina. Korišten je kao dijagnostičko sredstvo.

## Spoljašnje veze
|  | Molimo Vas, obratite pažnju na važno upozorenje u vezi sa temama iz oblasti medicine (zdravlja). |